# مکاژوویتسه (استان اشوی‌داشکسیه)
مکاژوویتسه (به لهستانی: Mękarzowice) یک منطقهٔ مسکونی در لهستان است که در گمینا چارنوچین (استان اشوی‌داشکسیه) واقع شده‌است.